# Episodi di The Murders
La prima e unica stagione della serie televisiva The Murders, composta da 8 episodi, è stata trasmessa in Canada da Citytv e FX dal 25 marzo al 5 maggio 2019.
In Italia la stagione è stata trasmessa da Fox Crime, canale satellitare di Sky, dal 12 dicembre 2019 al 2 gennaio 2020.
| nº | Titolo originale                             | Titolo italiano          | Prima TV Canada | Prima TV Italia  |
| -- | -------------------------------------------- | ------------------------ | --------------- | ---------------- |
| 1  | The Long Black Veil / Erreur tragique (FR)   | Il lungo velo nero       | 25 marzo 2019   | 12 dicembre 2019 |
| 2  | Heist / Braquage (FR)                        | La rapina                | 31 marzo 2019   | 12 dicembre 2019 |
| 3  | Queen of Hearts / Reine de coeur (FR)        | Regina di cuori          | 8 aprile 2019   | 19 dicembre 2019 |
| 4  | Never Kissed a Girl / Amour de jeunesse (FR) | Mai baciato una ragazza  | 15 aprile 2019  | 19 dicembre 2019 |
| 5  | Toxic / Toxique (FR)                         | Pellicole compromettenti | 22 aprile 2019  | 26 dicembre 2019 |
| 6  | Black and Blue / Gardien du secret (FR)      | Nel mondo dei rapper     | 28 aprile 2019  | 26 dicembre 2019 |
| 7  | In My Feelings / Otage du passé (FR)         | Sentimenti               | 28 aprile 2019  | 2 gennaio 2020   |
| 8  | Stereo / Ballades macabres (FR)              | Stereo                   | 5 maggio 2019   | 2 gennaio 2020   |